# Потенциал Штокмайера
Потенциал Штокмайера — простая модель парного взаимодействия молекул, обладающих постоянным дипольным моментом. Представляет собой потенциал Леннард-Джонса с дополнительным членом дипольного взаимодействия. Данная модель была предложена Штокмайером в 1941 году.

## Вид потенциала взаимодействия
В силу того, что рассматриваются молекулы, обладающие постоянными дипольными моментами, энергия взаимодействие пары таких молекул будет зависеть не только от расстояния между ними, но и от их взаимной ориентации. В СГС потенциал Штокмайера запишется в следующем виде:
{\displaystyle U(r,\theta _{a},\theta _{b},\varphi )=4\varepsilon \left[\left({\frac {\sigma }{r}}\right)^{12}-\left({\frac {\sigma }{r}}\right)^{6}\right]-{\frac {\mu _{a}\mu _{b}}{r^{3}}}\,g(\theta _{a},\theta _{b},\varphi ).}
Здесь:
- {\displaystyle r} — расстояние между молекулами,

Иллюстрация обозначений, использованных в записи потенциала Штокмайера.

- {\displaystyle \sigma ,\;\varepsilon } — параметры потенциала Леннард-Джонса.
- {\displaystyle \theta _{a},\;\theta _{b}} — полярные углы молекул, {\displaystyle \varphi =\varphi _{b}-\varphi _{a}} — разность азимутальных углов молекул (см. рисунок),
- {\displaystyle \mu _{a},\;\mu _{b}} — дипольные моменты молекул,
- {\displaystyle g(\theta _{a},\theta _{b},\varphi )=2\cos {\theta _{a}}\cos {\theta _{b}}-\sin {\theta _{a}}\sin {\theta _{b}}\cos {\varphi }}.

Легко видеть, что потенциал Штокмайера представляется в виде суперпозиции двух более простых потенциалов {\displaystyle U=U_{LJ}+U_{d}}. Первый из них представляет собой потенциал Леннард-Джонса, второй — потенциал взаимодействия двух диполей.

## Другая форма записи
Если ввести безразмерный дипольный момент {\displaystyle \mu ^{*}={\frac {\mu }{\sqrt {\varepsilon \sigma ^{3}}}}}, то потенциал Штокмайера запишется как
{\displaystyle U(r,\theta _{a},\theta _{b},\varphi )=\varepsilon \left\{4\left[\left({\frac {\sigma }{r}}\right)^{12}-\left({\frac {\sigma }{r}}\right)^{6}\right]-\mu ^{*2}g(\theta _{a},\theta _{b},\varphi )\left({\frac {\sigma }{r}}\right)^{3}\right\}.}
По этой причине потенциал Штокмайера иногда называют потенциалом 12-6-3.

## Границы применимости
Прежде всего, потенциал Штокмайера наследует все ограничения потенциала Леннард-Джонса. Также следует помнить, что потенциал Штокмайера использует выражения для взаимодействия точечных диполей, в то время как реальные молекулы имеют конечные размеры.